# Chilacachapa

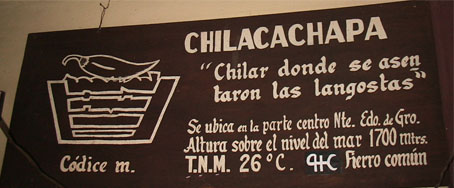
Cartel en Chilacachapa.

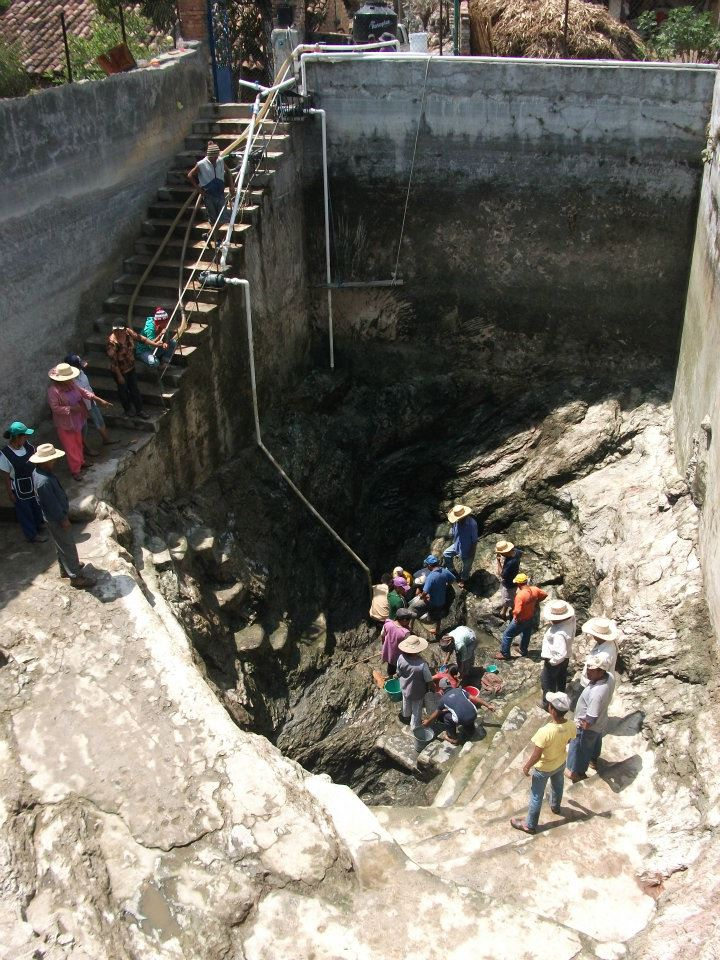
Pila de Agua en Chilacachapa.

Chilacachapa es una localidad del municipio de Cuetzala del Progreso, en el estado de Guerrero, México. Tiene 1.995 habitantes. Chilacachapa significa "Lugar donde se asentaron las langostas". 

## Contexto geográfico
Chilacachapa, se ubica en la parte centro norte del estado de Guerrero, con una altura sobre el nivel del mar de 1700 metros, temperatura nacional media 26 grados centígrados.

## Historia
No existe en la población datos exactos de su fundación, sin embargo la parte real indicada por sus habitantes más antiguos de la población menciona que tiene su origen como un pueblo chontal en época prehispánica, mismos que se puede corroborar con los hallazgos de vestigios arqueológicos en el centro de la población, así mismo se refiere que el dialecto fue náhuatl y aun persiste en algunas personas de la población.
Migrantes de un poblado localizado más al noroeste llamado Coatepec de los Costales se trasladaron y se establecieron a la orilla de un arroyo llamado "chilar" hoy conocido como "agua zarca" en lo que actualmente es la localidad de Chilacachapa en un inicio como zona de descanso y tianguis, para el comercio con otros pueblos de la región, posterior a ello aparentemente vino la edificación de estructuras para culto y vivienda: aun hoy en la estructura de la iglesia se puede apreciar de estructuras sobre puestas y piedras labradas en la barda exterior, existen fechas que se remontan al año de 1780 así como algunas frases en latín.
Cuentan los habitantes longevos que sus abuelos en la época revolucionaria utilizaban algunos sótanos y canales subterráneos para ocultarse de los federales ya que cuando hacían acto de presencia por la región fusilaban a los que llamaban "alzados".
Según relatan sus habitantes, el pueblo se fundó unos kilómetros más al norte, sin embargo hace 192 años hubo una migración total a lo que actualmente es el pueblo. Esta versión es desconocida para la mayoría de los pobladores, sin embargo la leyenda cuenta que cuando existen algunas condiciones climáticas que favorecen "lluvias y truenos" se puede observar el pueblo fantasma mismo como hace 192 años.

## Gastronomía
La comida típica de la comunidad de Chilacachapa es sin duda los "tamales nejos" con mole verde, mismos que podemos corroborar en fiestas típicas como bodas, 15 años, bautizos, ofrendas, etc.
En la Semana Santa, se acostumbra comer enchiladas con queso de "aro o de cincho", esta misma comida también es típica para ir a saludar o visitar a los padrinos o compadres en esta misma fecha de Semana Santa.
El 3 de mayo que se celebra el día de las cruces, se acostumbra comer los totopos, que son hechos de maíz con un poco de panela o azúcar, y se acompaña con atole de frijol.
En los meses de agosto a septiembre se come lo que el campo produce por la temporada de lluvia: hongos, papalos quelites, ciruela, calabacitas, flor de calabaza, elotes, ejotes, etc.
El Día de los Muertos en noviembre se acostumbra poner ofrendas de pan a los difuntos, el pan es labrado por las mismas personas de la comunidad, que elaboran todo tipo de figuras de pan como angelitos, caballos, venados, gatos, etc. mismos que desde pues de la ofrenda son consumidos acompañados por un sabroso chocolatito caliente.

## Hidrografía
Chilacachapa es una comunidad donde el Agua es un elemento escaso ya que el pueblo no cuenta con agua potable solo con pozas de aguas a la que los habiatantes llaman "Pilas" estos son administrados por barrios, y que en época de Cuaresma se le limita a la población con 2 o 4 cubetas de agua de 20 litros por familia, cada tercer día.
Algunos habitantes han construido cisternas, para poder captar agua en época de lluvias, y así abastecerse durante todo el año, algunos recurren al servicio de pipas de agua para llenar sus cisternas o tinacos.
Por otra parte el ganado vacuno y equino que es el que más abunda en la comunidad es abastecido por grandes charcos de agua que los habitantes hacen llamar "Lagunas", estas se encuentran a orillas del pueblo que abastecen durante todo el año al ganado de la población.

## Economía
La economía de la población se basa la mayoría en el cultivo del maíz, en temporada de lluvias, esto es solo para abastecerse de comida en todo el año, algunos siembran un poco más pero el maíz tiene un precio muy bajo. 
Algunos se dedican al comercio de quesos, crema, leche, frijol, maíz; estos se trasladan a vender sus productos a la ciudad de Iguala de la Independencia, que es la ciudad más cercana y con más facilidades de transporte.
Algunos más tienen Micelaneas, tienditas de abarrotes, ferretería, ciber café, etc.